# 王思本

2009年的王思本

王思本（1911年—2011年3月25日），原名弘汉，浙江温州永强七甲（今龙湾区沙城街道七三村）人，中华人民共和国政治人物。

## 生平
王思本毕业于上海中国公学政治经济系。1938年，考入武汉国民军事委员会战时干部训练团，结业后担任浙江省抗敌总司令部第四支队政治部主任。其后，曾任国民党浙江省王思本与《游击》半月刊党部组织科第一科科长、奉化县国民党党部书记长。1947年5月，担任玉环县县长。1948年9月，被调任温州地区专署第一科科长。1948年8月，绍诸地区农工党组织作出上会稽山参加中共领导的武装斗争的决定，蔡二鸣、仇岳希进行策反工作，并介绍王思本等人加入农工党。后来，王思本、徐勉、金天然、吴昭征等农工党员作为国民党温州专员、暂编第200师师长叶芳的全权代表，参加了与浙南游击总队司令部代表的谈判。1949年5月，时任第200师政治部主任的王思本与中国人民解放军代表两度进行和平解放谈判，成功劝说第200师师长叶芳等密谋，举行温州起义。
中华人民共和国成立后，1956年8月，中国国民党革命委员会温州市支部组建，王思本任主任委员。文化大革命期间，民革停止活动。1979年，民革温州市委会再次恢复。1983年4月，担任温州市政协副主席。1985年3月，民革温州市第五党员大会，王思本任第五届委员会主任。1988年11月，连任第六届委员会主任委员。同年连任温州市政协副主席。2011年3月25日去世，享年100岁。